# Hanoi Securities Trading Center
Hanoi Securities Trading Center (Hanoi STC) är beläget i Hanoi och är den ena av två börser i Vietnam, den andra är Ho Chi Minh Stock Exchange. Hanoi STC startades i april 2005.